# Bon flic, mauvais flic

Masque de théâtre représentant la comédie et la tragédie

La théorie du « bon flic/mauvais flic » ou « gentil flic/méchant flic » est une tactique psychologique anglosaxonne utilisée dans la négociation et les interrogatoires. La tactique du « bon flic/mauvais flic » implique une équipe de deux interrogateurs qui prennent apparemment une approche opposée envers l'interrogé. Les interrogateurs peuvent interroger la personne tour à tour ou peuvent la confronter en même temps.

## Technique
Le « mauvais flic » prend une attitude  agressive et négative à l'égard de l'interrogé, lançant des accusations flagrantes, des commentaires désobligeants, des menaces et, en général, créé de l'antipathie entre le sujet et lui-même. Ceci prépare le terrain pour le « bon flic » qui agit avec bienveillance, semblant apporter un soutien et de la compréhension, et montrant de la sympathie pour l'interrogé. Le bon flic défendra également la personne du méchant flic. Le sujet peut sentir qu'il peut coopérer avec le bon flic, soit par confiance soit par peur du méchant flic. Il peut alors rechercher la protection du bon flic et fournir les informations que les enquêteurs recherchent.
Cette technique a aussi ses inconvénients puisqu'elle peut être facilement identifiée et le « méchant flic » peut s'aliéner le sujet.